# France Clidat
France Clidat, née le 22 novembre 1932 à Nantes et morte le 17 mai 2012 à Paris, est une pianiste française, reconnue, notamment, pour ses interprétations de Liszt.

## Biographie
Elle étudie le piano avec Lazare-Lévy, Emil Guilels et Lelia Gousseau. Lauréate du Conservatoire de Paris, elle a donné plus de 2 500 récitals à travers le monde et reçu un grand nombre de prix et de distinctions. Elle enseigne à l'École normale de musique de Paris, a donné des Masterclass au Japon. France Clidat a enregistré plus de cinquante disques avec le New Philharmonia Orchestra, le London Philharmonic Orchestra, avec les chefs d'orchestre les plus renommés. Bernard Gavoty l'a qualifiée de « Madame Liszt » dans Le Figaro à la suite d'un concert, écrivant notamment : « Une technique parfaite, la force, le brio, la facilité évidente dans les séquences rapides, une sûreté absolue dans les séquences les plus folles - elle se rit de toutes les difficultés qu'elle maîtrise avec la plus grande facilité. ». Elle avait reçu en 1956 le grand prix Franz Liszt à Budapest et avait enregistré l'intégrale de la musique que le compositeur hongrois avait publiée de son vivant — une première mondiale — ce qui lui vaudra une reconnaissance internationale et de nombreux prix mais aussi d'être cataloguée en France comme « l'interprète de Liszt », un compositeur alors moins en vogue dans le pays, ce qui nuira à sa reconnaissance dans l'interprétation d'autres compositeurs. Elle enregistrera néanmoins, principalement chez Forlane, les grands concertos du répertoire romantique et des récitals consacrés à Frédéric Chopin, Emmanuel Chabrier, Couperin, Isaac Albéniz ou Enrique Granados. Elle enregistrera également l'intégrale de l'œuvre d'Erik Satie qui sera adoubée par Henri Sauguet, élève et ami du compositeur.
Elle meurt le 17 mai 2012 à 79 ans, à son domicile parisien au 118, avenue du Général-Leclerc, dans le 14e arrondissement où elle a vécu presque toute sa vie (de 1935 jusqu'à sa mort) ; une plaque lui rend hommage.

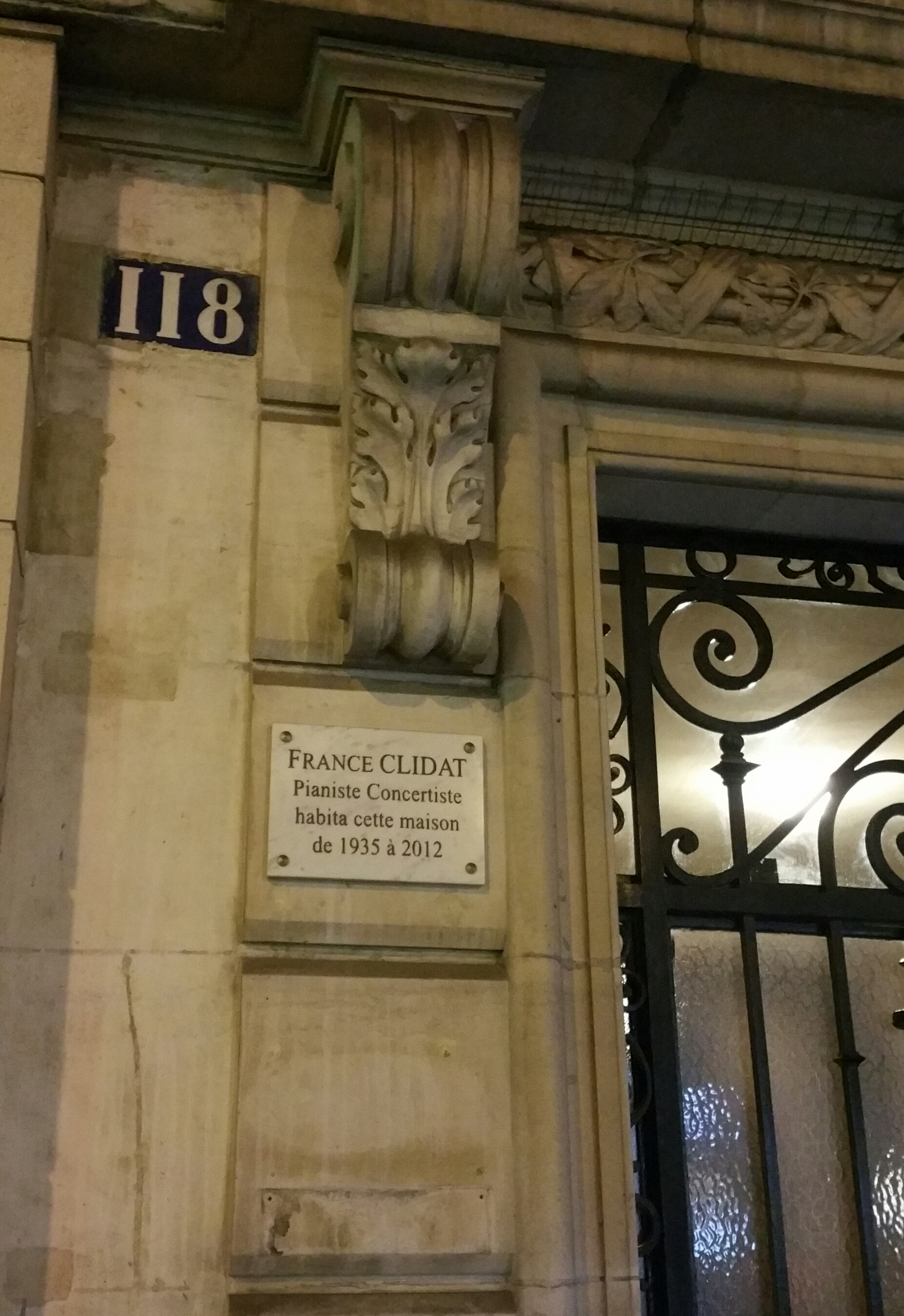
118_avenue_du_Général-Leclerc,_Paris,_plaque_France_Clidat

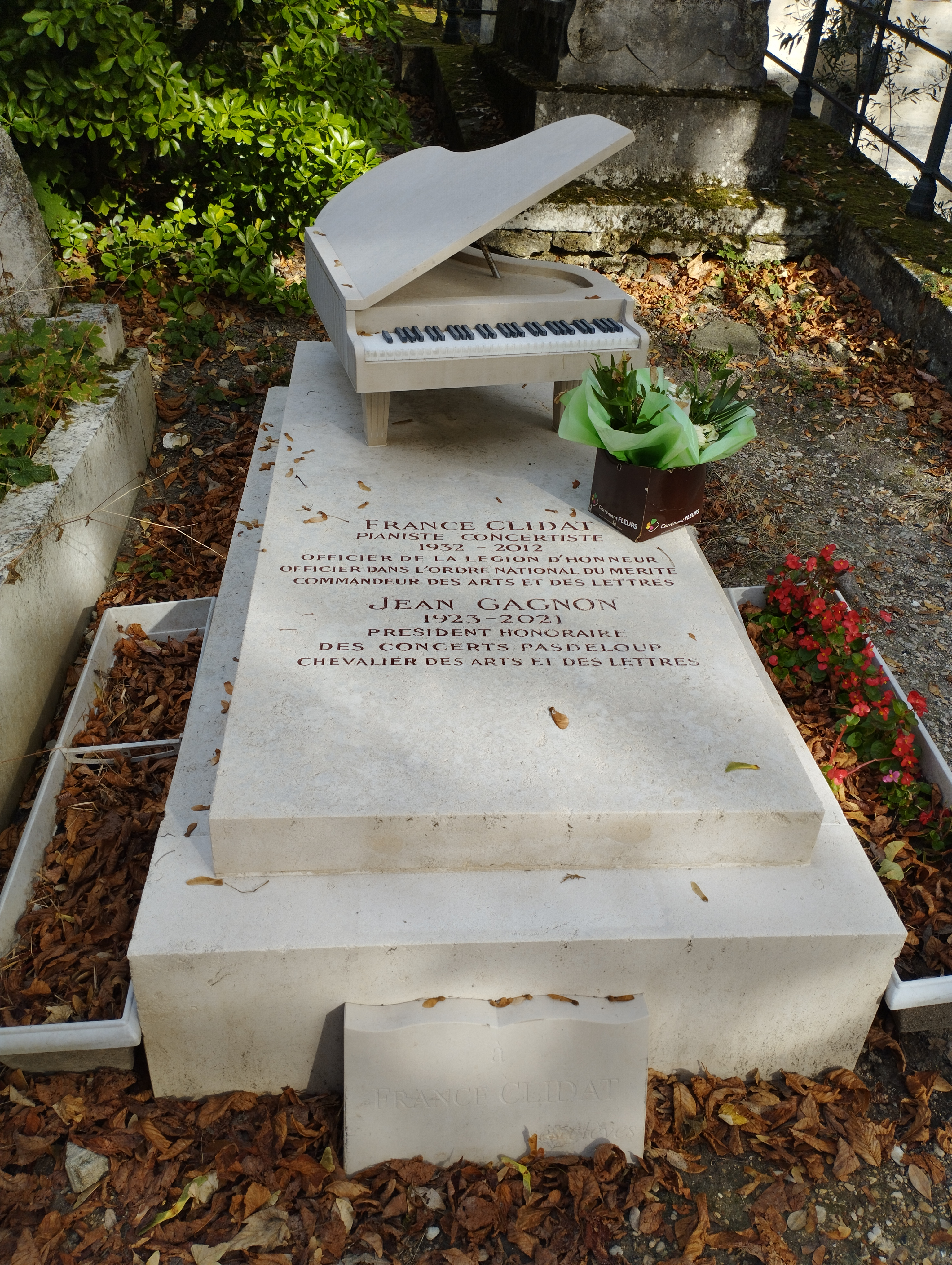
Tombe de France Clidat au cimetière du Père-Lachaise (division 13).

Elle est inhumée au cimetière du Père-Lachaise (13e division),.

## Prix
- Prix international de l'Académie Franz Liszt (Budapest, 1956)
- Grand Prix du disque de l'Académie Charles-Cros
- Grand Prix de l'Académie Européenne du Disque

## Distinctions
- Officière de la Légion d'honneur (2008)[7]
- Officière de l'ordre national du Mérite
- Commandeure de l'ordre des Arts et des Lettres
- Médaille de Vermeil de la Ville de Paris

## Enregistrements (sélection)
- Intégrale de l’œuvre pour piano de Franz Liszt (Prix de l'Académie du disque hongrois)
- Concerto pour piano no 3 de Rachmaninov
- Intégrale de l’œuvre d’Erik Satie
- Concerto  pour piano de Marcel Landowski
- Concertos pour piano n° 1 & 2 de Chopin
- Les plus belles Polonaises de Chopin
- Les plus belles Mazurkas de Chopin
- Concerto pour piano no 1 de Tchaïkovski
- Concerto pour piano d’Edward Grieg
- Soirées de Vienne de Liszt d’après Schubert
- Récital de musique française et espagnole